# 라우마 (신화)

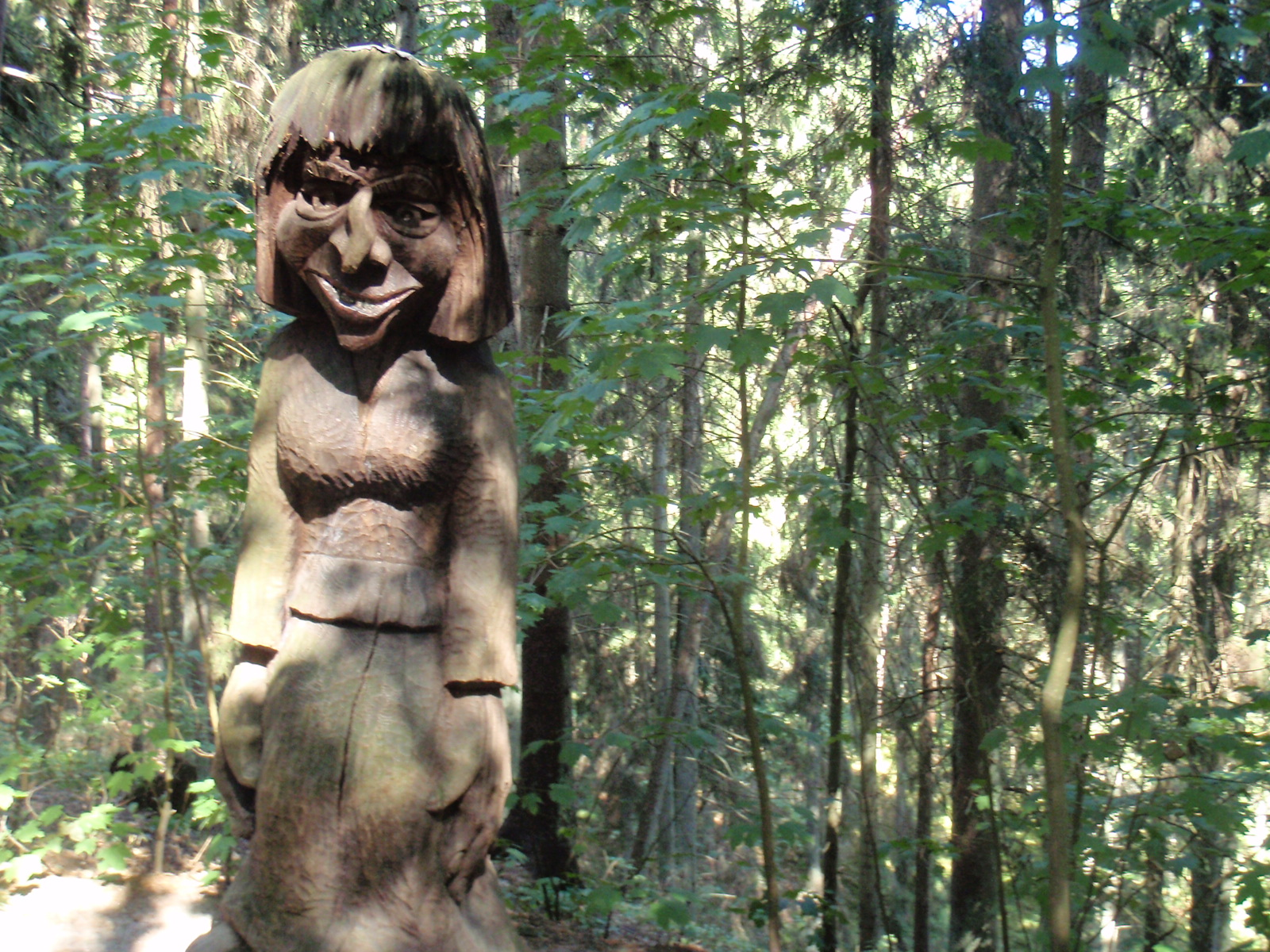

라우마 (라트비아어: Lauma, 리투아니아어: Laumė)는 발트 신화에 나오는 숲의 요정으로 숲과 고아들의 보호자이다. 원래 하늘의 요정이었으나, 라우마는 인간이 당하는 수모를 측은히 여겼고, 우리의 운명을 나눠 짊어지기 위해 지구로 내려왔다.

## 라트비아
라트비아 신화에서 라우마는 산모와 아이 모두의 건강과 안녕을 기원하며 출산을 돕고 있었다. 그러나 산모가 죽어 아이를 키우게 됐는데, 아이의 정신적인 양육을 위해 어머니의 역할도 맡게 됐다. 그녀는 아이를 위한 삶의 천을 자았다. 아이의 운명에 따라 슬퍼하기도 했다. 옷감을 어느 정도까지는 스스로를 짤 수 있다는 점은 높은 권한을 나타낸다.
몇 년 동안 그녀의 이미지는 점차 나빠졌다. 무례한 남편은 아기를 빼앗아가려 고소를 했고 (그녀가 자기 자식을 낳을 수 없기 때문에) 외모와 아름다움은 잃어갔고 그녀를 사악한 늙은 노파로 만들었다. 라우마는 본인의 운명에 대해 슬퍼하며, 본인의 아름다웠던 예전 모습으로 돌아갈 것을 바란다.